# Río Grande (Durango)
Río Grande es una localidad del municipio de San Juan del Río. 